# András Hargitay
Dans le nom hongrois Hargitay András, le nom de famille précède le prénom, mais cet article utilise l’ordre habituel en français András Hargitay, où le prénom précède le nom.
András Hargitay, né le 7 mars 1956 à Budapest, est un nageur hongrois.

## Carrière
András Hargitay participe aux Jeux olympiques d'été de 1972 à Munich et remporte la médaille de bronze dans l'épreuve du 400 m 4 nages.

### Championnats d'Europe
- Championnats d'Europe 1974 à Vienne (Autriche) :
  -  Médaille d'or du 200 m papillon.
  -  Médaille d'or du 400 m 4 nages.
  -  Médaille de bronze du 200 m 4 nages.
- Championnats d'Europe 1977 à Jönköping (Suède) :
  -  Médaille d'or du 200 m 4 nages.